# Hombre herbívoro
El hombre herbívoro (草食(系)男子, Sōshoku (-kei) danshi) es un fenómeno social de Japón consistente en el rechazo de los hombres al matrimonio o al noviazgo. Son descritos típicamente como ahorradores e interesados en el aseo personal. Bajo este esquema de categorización, los hombres y las mujeres son de tipo herbívoro (草食系 sōshoku-kei) o tipo carnívoro (肉食系 nikushoku-kei). En septiembre de 2010, el 36 % de los hombres japoneses entre las edades de 16 y 19 se percibían de esta manera. Además, en dos estudios entre hombres solteros de entre 20 y 30 años se encontró que el 61 % y 70 %, respectivamente, se consideran a sí mismos hombres herbívoros. Este fenómeno es visto por el gobierno japonés como una causa principal de la baja tasa de natalidad del país, lo que llevó al gobierno a proporcionar incentivos para las parejas que no tienen hijos, incluyendo pagos y atención médica gratuita.
El término fue acuñado por primera vez por Maki Fukasawa en un artículo publicado el 13 de octubre de 2006, y se convirtió en una palabra de moda en el 2008 y 2009.
Este fenómeno también ha creado un cambio en la economía japonesa. Los hombres compran productos como cosméticos y dulces en mayor cantidad que antes, y los vendedores han comenzado a amoldarse para satisfacer a esta población en crecimiento. La venta de productos típicos de los japoneses asalariados, como los automóviles, han mostrado una disminución notable en los últimos años, en cambio los productos orientados a la vida familiar, normalmente rechazados por los asalariados, han tenido un repunte entre los padres.
Según Fukasawa, los sōshoku danshi son hombres «no sin relaciones románticas, pero que tienen una actitud no-asertiva, indiferente hacia el deseo de la carne». Más tarde, el filósofo Masahiro Morioka redefinió sōshoku-kei danshi como hombres que son «los chicos buenos de una nueva generación, que no buscan agresivamente la carne, sino que prefieren comer hierba junto al sexo opuesto». Se relaciona a los Sōshoku danshi a menudo como la principal causa de los problemas de las mujeres solteras.[cita requerida]

## Posibles causas
Son muchos los factores sociales y económicos citados como impulsores en este fenómeno. El declive de la economía japonesa se nombra a menudo como una de las causas. La desilusión hacia la economía también ha causado que los hombres japoneses den la espalda al típico rol «masculino» y empresarial, con más de 2,5 millones de freeters y entre 650 000 y 850 000 ninis en Japón con edades entre 19 y 35 años. Muchos hombres, incluyendo los ninis, que a menudo viven de la asistencia social del gobierno, suelen recurrir a otras formas de entretenimiento, como los videojuegos, el anime, los maid cafés, y la pornografía. Algunos sociólogos y expertos ven esta respuesta arraigada en la cultura japonesa, mientras que fuera del país lo achacan a un descontento por las dificultades acuciantes.
Muchas de estas causas, sin embargo, pueden estar potenciadas por la percepción que las mujeres japonesas tienen de la masculinidad de los hombres. Muchas mujeres se niegan a tener relaciones con hombres que no tienen un empleo estable (como los freeters y los neets). Otras mujeres perciben que los autoproclamados soushokukei danshi (hombres herbívoros) son débiles y no viriles. Además, existen hombres que muestran repugnancia o intimidación por mujeres más independientes, mientras que otros sencillamente muestran poco o ningún interés por el sexo opuesto. Sin embargo, una encuesta entre mujeres de 16 a 19 años de edad encontró que el 59 % no estaban interesadas en el sexo, un porcentaje mucho mayor que el de la encuesta masculina 36 %.
Este fenómeno aún no se ha documentado oficialmente en otras naciones asiáticas. En China, el primer informe sobre los hombres herbívoros japoneses apareció en los medios estatales de Xinhuanet el 1 de diciembre de 2008, y el libro de Masahiro Morioka Lessons in Love for Herbivore Boy (lecciones de amor para chico herbívoro) fue traducido al chino tradicional en 2010 en Taiwán.